# محمد كردفاني
محمد كردفاني (مواليد الخرطوم) هو مخرج سينمائي وكاتب سيناريو سوداني، يعيش في البحرين وعمل مهندس طيران. أصبح معروفًا عالميًا بفيلمه الطويل الأول وداعا جوليا في عام 2023. وكان هذا أول فيلم من السودان يُعرض في مهرجان كان السينمائي. ومن بين الجوائز التي حصلت عليها مهرجانات دولية أخرى، فاز فيلم وداعا جوليا بجائزة الحرية في مهرجان كان السينمائي عام 2023، ومنذ ذلك الحين بدأ عرضه دوليًا. علاوة على ذلك، اختارته اللجنة الوطنية السودانية العاملة في المنفى للتنافس على جائزة أفضل فيلم روائي عالمي في حفل توزيع جوائز الأوسكار السادس والتسعين.

## حياته المهنية
عمل كردفاني في الأصل مهندسَ طيران بدوام كامل، ثم تحول لاحقًا إلى إنتاج مقاطع الفيديو والأفلام القصيرة كنشاط بدوام جزئي. بدأ كردفاني، وهو صانع أفلام علم نفسه بنفسه، شركته الخاصة أفلام كردفاني في عام 2014، لإنتاج مقاطع فيديو موسيقية وأفلام ترويجية وتغطيات لاحداث مختلفة لدعم أنشطته ماليًا كمخرج.
حصل على جائزة أفضل مخرج بجائزة طهرقا الدولية للفنون عن فيلمه القصير "ذهب للذهب" عام 2015. حصل فيلمه القصير الثاني "نيركوك" (2016) على عدة جوائز منها جائزة شبكة الشاشات العربية البديلة (NAAS) في مهرجان قرطاج السينمائي، وجائزة لجنة التحكيم في مهرجان وهران الدولي للسينما العربية، وجائزة الفيل الأسود. مهرجان السودان للسينما المستقلة. تم تصوير فيلمه القصير التالي سجن كيجر في أحد سجون الخرطوم. ويعرض مونولوجًا مدته 13 دقيقة لجندي مسعور "يحاول تبرير الأعمال العنيفة التي ارتكبها ضباط الجيش ضد المتظاهرين السلميين".
وفي مقابلة حول أفلامه، قال كردفاني: “أصنع أفلاماً للمشاهدين العاديين. أستخدم بعض العناصر الدرامية مثل الجريمة والتشويق".
وداعا جوليا، فيلمه الطويل الأول، يحكي قصة درامية قبل انفصال السودان وجنوب السودان عام 2011، مع "العنصرية والكلاسيكية والانقسامات العديدة بين الشعب السوداني" كموضوعات اجتماعية رئيسية. أظهر الفيلم هذه التناقضات بين الشخصيات الرئيسية والعائلات مثل: مني الشخصية التي تمثل ربه منزل سودانية عربية ومسلمة ومغنية شعبية سابقة، تنتمي إلى الطبقة المتوسطة العليا في السودان، في حين أن جوليا، وهي امرأة مسيحية من أصل إفريقي من جنوب السودان، تنتمي إلى طبقة محرومة. المجتمع ويعيش في أحد أحياء العاصمة الفقيرة.
بعد حصول الفيلم على عدد من المنح الإنتاجية، كان أول فيلم من السودان يُعرض في قسم "نظرة ما" تضمن العرض الأول للفلم في مهرجان كان جمهور من أكثر من 1000 متفرج والأسئلة والأجوبة التالية بعد العرض الأول مع الممثلين وطاقم العمل، بما في ذلك التعليقات على الصراع المستمر في السودان 2023، تلقى تصفيقًا حارًا.
وتعليقاً على الجيل الجديد من المخرجين السودانيين، مثل منتجي فيلم "وداعا جوليا " وأمجد أبو العلاء ومحمد العمدة، وكذلك تاريخ السينما في السودان، قال كردفاني:
"ان التغطيات والأعمال السينمائية التي ينتجها السودانيون وصانعو الأفلام لا تاتي من العدم ولكن هي نتاج لعدد من التجارب والمرارات المتراكمة والتي ساهمت وتساهم في السينما السودانية" يقول محمد كردفاني - مخرج سوداني

## فيلموغرافيا
- "ذهب للذهب"، 2015، فيلم قصير، جائزة طهرقا الدولية للفنون
- نيركوك، 2016، فيلم قصير، جوائز مهرجان قرطاج السينمائي، مهرجان وهران الدولي للسينما العربية ومهرجان السودان للسينما المستقلة.
- سجن كيجير، 2019، فيلم قصير[12]
- وداعا جوليا، 2023، جائزة الحرية (جائزة الحرية) في مهرجان كان السينمائي 2023[13][14]